# A szultána epizódjainak listája
Az itt látható epizódlista a A szultána című török televíziós sorozat részeit tartalmazza.
A nézettségi adatok a Nielsen Közönségmérés Kft.-től, valamint a TV2 Csoport Sajtóosztályáról származnak.
| Évad | Évad | Epizódok száma | Évad premier Magyarországon | Évad finálé Magyarországon | Átlagnézettség Magyarországon | Átlagnézettség Magyarországon |
| Évad | Évad | Epizódok száma | Évad premier Magyarországon | Évad finálé Magyarországon | +4                            | 18-49                         |
| ---- | ---- | -------------- | --------------------------- | -------------------------- | ----------------------------- | ----------------------------- |
|      | 1    |                | 2016. szeptember 13.        |                            |                               |                               |

## Első évad
| Bemutató dátuma Magyarországon | # Magyar | # Török       | Cím             | Nézettség Magyarországon | Nézettség Magyarországon | Nézettség Magyarországon | Nézettség Magyarországon |
| Bemutató dátuma Magyarországon | # Magyar | # Török       | Cím             | +4                       | SHR (%)                  | 18-59                    | SHR (%)                  |
| --- | -------- | ------------- | --------------- | ------------------------ | ------------------------ | ------------------------ | ------------------------ |
| 2016.09.18. 2016.09.13. | 1x01     | 1x01/1        | Első epizód     | 535 818 221 044          | 16,6 8,6                 | 257 965 84 972           | 13,6 5,7                 |
| Mehmed szultán hirtelen halálát követően a fiatal Ahmed kerül trónra. Eközben, egy görög lány, Anasztázia idilli életet él egy távoli szigeten. Azonban ez hamar véget ér, mivel oszmán hajók érkeztek a kikötőbe, majd a lányt elhurcolták. Ahmed szultán a trónlépési ceremónián bejelenti, hogy a törvényeknek ellentmondva nem öleti meg a fiatal testvérét, Musztafa herceget, ezért ezzel már uralkodása kezdetén elnyerte a nép szeretetét. Nasia a palotába tartó úton bajba kerül, ám a közelben tartózkodó janicsár tanoncoknak köszönhetően megmenekül. Megismerkedik egy Alexander nevű ifjúval, aki megígéri neki, hogy segít visszajutni a szülőhazájába. |          |               |                 |                          |                          |                          |                          |
| 2016.09.19. | 1x02     | 1x01/2        | Második epizód  |                          |                          |                          |                          |
| Nasia a palotába érkezve megtudja, hogy a Topkapi Palotába hozták, és rögtön elkezd egy kiutat keresni. Szafije szultána elé járulva könyörög, hogy engedje haza szülőföldjére, ám a szultána ezt megtagadja. Nasia-t Szafije szultána parancsára egy külön lakrészbe helyezik, viszont vele szemben Handan szultána elrendeli, hogy vigyék a hárembe, ahol a lányok ellenszenvüket fejezik ki iránta. Másnap, mikor Nasia Erzsébetre vigyáz, akkor véletlenül talál egy titkos átjárót, ami a palota titkos kertjébe vezet. |          |               |                 |                          |                          |                          |                          |
| 2016.09.20. | 1x03     | 1x01/3        | Harmadik epizód |                          |                          |                          |                          |
| A titkos kertben Nasia találkozik Ahmeddel, aki megígéri, hogy segít a fiatal lánynak. Titokban valaki elvágja az oroszlán láncát, amelyet a fiatal szultán minden este etet. Először Szafije szultánát vádolják, aki tagadja, hogy felelős lenne érte. Ezután Ahmed elrendeli Musztafa herceg kivégzését anyja tanácsára. A herceg anyja, Halime szultána ezt előre sejti, és az este folyamán megszöknek a palotából. Ugyanezen az estén Ahmed magához hívatja Nasia-t, aki rájön, hogy az fiatal uralkodó miatt rabolták el őt. |          |               |                 |                          |                          |                          |                          |
| 2016.09.21. | 1x04     | 1x02/1        | Negyedik epizód |                          |                          |                          |                          |
| Ahmed parancsba adja, hogy fogják el a menekülő Musztafa herceget. Nasia visszatér a hárembe, és mivel az uralkodó ágyasa, ezért a kedvencek lakrészébe költöztetik át. Ám Nasia kikotyogja, hogy a halvet nem történt meg, és ezért visszakerül a hárembe. Sahin Giray megtalálja Musztafa herceget, és Halime szultánát, és visszaviszi őket a palotába, ahol azonnal tömlöcbe zárják őket. |          |               |                 |                          |                          |                          |                          |
| 2016.09.22. | 1x05     | 1x02/2        | Ötödik epizód   |                          |                          |                          |                          |
| Szafije szultána nem tudja megváltoztatni Ahmed döntését a testvére felől, ezért ajándékot ad a Sejhüliszlám efendinek, hogy így ne adja ki a megöletési fetvát. Ahmed viszont erre rájön, és ezért száműzeti a szultánát a Könnyek palotájába. Nasia és Mahfiruz összeverekednek, és mivel Nasia "barbárnak" nevezte a uralkodót, a Válide szultána parancsára tömlöcbe zárják. |          |               |                 |                          |                          |                          |                          |
| 2016.09.23. | 1x06     | 1x02/3 1x03/1 | Hatodik epizód  |                          |                          |                          |                          |
| Ahmed elrendeli, hogy az esti ima után végezzék ki Musztafa herceget. Az uralkodó miután kiszabadítja Nasia-t, utána pedig a testvérére gondol, s megakadályozza a herceg megöletését. Másnap a janicsárok és szpáhik követelik a trónlépési jutalékokat, és trónfosztással fenyegetőznek. Nasia véletlenül egy merénylet szemtanúja lesz, ezért a merénylő, Reyhan aga zsákba varrva a tengerbe dobja. |          |               |                 |                          |                          |                          |                          |

2016.09.26., Hétfő 20,40 - 7. rész
Ahmet nagyon szomorú lesz, amikor megtudja, hogy Anastasia akkor került életveszélyes helyzetbe, amikor tőle akart elszökni. Halime felajánlja a szövetségét Handannak, mert úgy véli, hogy Safiyet ketten valóban száműzetésbe kényszeríthetik.
2016.09.27., Kedd 20,40 - 8. rész
Sahin nagyon haragszik Mehmetre, amikor rájön a férfi titkára, mert veszélyben érzi miatta a közös terveiket. Ahmet kihívja Iskandert a janicsárok laktanyájában egy tusára, ahol a fiú elragadtatja magát, ezzel magára haragítva az uralkodót.
2016.09.28., Szerda 20,40 - 9. rész
Handan és Halime rájönnek, hogy úgy tudják legkönnyebben meggyengíteni Safiye befolyását, ha a hozzá közel álló magas rangú embereket áthelyeztetik a távoli vidékekre. Anastasia közben pont akkor jár Ahmetnél, amikor Iskander megérkezik a szultán hívására.
2016.09.29., Csütörtök 20,40 - 10. rész
Anastasia rájön, hogy a családjának írott levelei sosem jutottak ki a palotából, ezért ismét megkéri Ahmetet, hogy engedje haza. Fahrije Halimétől tudja meg, hogy Safiye felajánlotta a kezét Dervishnek.
2016.09.30., Péntek 20,40 - 11. rész
Ahmet megtudja Gölge asszonytól, hogy megverték Anastasiát, ezért azonnal kérdőre vonja a felelőst, és a lányra bízza az ítélet kiszabását. Handan megdöbben, amikor megtudja, hogy Dervish elfogadja Safiye ajánlatát, és feleségül veszi Fahriyeh szultánát.